# بامبلبی (فیلم)
بامبلبی (انگلیسی: Bumblebee) فیلمی در ژانر علمی–تخیلی اکشن به کارگردانی تراویس نایت و نویسندگی کریستینا هادسون و محصول سال ۲۰۱۸ ایالات متحده آمریکا است. هیلی استاینفلد، جان سینا، خورخه لندبورگ جونیور، جان اورتیز، جیسون دراکر، و پاملا ادلون بازیگران فیلم، در کنار دیلن اوبرایان، آنجلا باست، جاستین ثرو و پیتر کالن صداپیشگان فیلم هستند.
این فیلم با محوریت شخصیتی به همین نام از تبدیل‌شوندگان و همچنین ششمین بخش از مجموعه فیلم‌های لایو اکشن تبدیل‌شوندگان محسوب می‌شود. بامبلبی در ابتدا به شکل نسخهٔ مشتق و پیش‌درآمد توسعه یافت، اما بعداً به عنوان یک نسخه بازراه‌اندازی شده در این فرنچایز رونمایی شد. در ابتدا قرار بود دنباله‌ای بر فیلم تبدیل‌شوندگان: آخرین شوالیه ساخته شود که باتوجه به فروش پایین و برآورده نشدن رضایت‌ها کمپانی سازنده فیلم تصمیم به لغو ساخت آن گرفت. در ادامه ساخت نسخه اسپین آف این فرنچایز با نام بامبلبی شروع شد، با توجه به فروش خوب و نظر مثبت منتقدان به بامبلبی ساخت دنباله آن رسماً تأیید شد ولی هنوز بازگشت تراویس نایت به خاطر قرارداد وی با استودیو انیمیشن سازی لایکا در هاله‌ای از ابهام قرار دارد.
نخستین نمایش بامبلبی در تاریخ ۳ دسامبر ۲۰۱۸، و در شهر برلین بود، و سپس در ۲۱ دسامبر ۲۰۱۸، در سینماهای ایالات متحده اکران شد. فیلم با واکنش‌های مثبتی از سوی منتقدان همراه بود و بالاترین ستایش را در بین تمامی فیلم‌های این مجموعه دریافت کرد. صحنه‌های اکشن، کارگردانی نایت، بازی استاینفلد، و همچنین القای حس نوستالژی دههٔ ۱۹۸۰ میلادی مورد تحسین قرار گرفت.

## داستان
سال ۱۹۸۷ رباتی بنام بامبلبی به دنبال سرپناهی در یک شهر ساحلی واقع در کالیفرنیا می‌گردد. «چارلی»، دختری که بزودی هجده ساله خواهد شد و به دنبال پیدا کردن جایگاه خود در دنیا است، او را زخم‌خورده و شکسته پیدا می‌کند و به او کمک می‌کند تا …

## بازیگران

### انسان‌ها
- هیلی استاینفلد در نقش چارلی واتسون، یک دختر ۱۸ ساله که بامبلبی را پیدا می‌کند و با او دوست می‌شود
- جان سینا در نقش جک برنز، سرهنگ سابق ارتش آمریکا و مأمور بخش ۷
- خورخه لندبورگ جونیور در نقش گیلرمو «ممو» گوتیرز، همسایهٔ هم‌محله‌ای چارلی که با چارلی و بامبلبی دوست می‌شود
- جان اورتیز در نقش دکتر پاول، مأمور بخش ۷
- جیسون دراکر در نقش اوتیس واتسون، برادر کوچکتر چارلی
- پاملا ادلون در نقش سالی واتسون، مادر چارلی و اوتیس
- لن کری‌یو در نقش عمو هنک، صاحب گورستان اتومبیل
- گلین ترمن در نقش ژنرال والن، مافوق برنز در بخش ۷
- گریسی جنه در نقش تینا لارک، همکلاسی بداخلاق واتسون
- مگین پرایس در نقش امبر

### ربات‌ها
- دیلن اوبرایان صداپیشه بامبلبی / بی-۱۲۷
- پیتر کالن صداپیشه آپتیموس پرایم
- گری دلیسل صداپیشه آرسی
- استیون بلوم صداپیشه ویل‌جک
- آنجلا باست صداپیشه شتر
- جاستین ثرو صداپیشه دراپ‌کیک